# Teodosie havasalföldi fejedelem
Teodosie (? – 1522. január 22.) Havasalföld fejedelme volt 1521-ben és 1522-ben.
Neagoe Basarab és Despina Brankovic fiaként, a trónt apja halála (1521 szeptember 15) után foglalja el. Teodosie ekkor gyerek volt (születési ideje ismeretlen), a tényleges uralkodó gyámként Preda nevű nagybátya 1521 szeptember 27-ig.
Teodosie rövid uralkodását a havasalföldi urak intrikái jellemezték, mivel a nagy-munténiai bojárok ellenjelöltet állítottak fel ellenében VI. Vlad (Szerzetes Dragomir) személyében. A magyar udvar azonban a Neagoe Basarab-al való jó kapcsolatokat követően egyértelműen annak fiát támogatta, annyira, hogy II. Lajos király így ír Szeben elöljárójának: 

„Megértettem leveletekből azt a szerencsétlenséget amit az a bizonyos Szerzetes Dragomir csinált Teodosie-nak, Havasalföld fejedelmének, aki Teodosie törvényes örökös és egyben általunk [uralkodásában] megerősített Valachia fölött, úgy döntöttünk, hogy [neki] minden segítséget megadunk”

Vlad (Szerzetes) Dragomir azonban Preda halálakor váratlanul megtámadta Teodosie-t, akit új pártfogója, Mehmed beg menekített át a Dunán Nicopole városába. Ekkortól kezdve Teodosie már nem uralkodott, kivéve egy nagyon rövid időszakot 1522 elején.
Haláláról nincsenek hiteles adatok, 1522 elején ismeretlen körülmények között halt meg.